# Marisa Urban
Mariza Siqueira Vieira Pinto, mais conhecida como Marisa Urban (Aparecida, 19 de outubro de 1938 - Rio de Janeiro, 18 de agosto de 2021) foi uma modelo, cantora, apresentadora de televisão e atriz de cinema brasileira. Participou ativamente como jurada em diversos programas entre a década de 1960 a 1990.

## Carreira
Sua estréia ocorreu no filme "Garota de Ipanema" de 1967. Entre seus filmes, destacam-se "O Engano" (1968), "Adultério à Brasileira" (1969), "O Donzelo" (1970), e "Parafernália, o Dia da Caça", no papel de Márcia. Marisa foi jurada em programas de televisão como o de Flávio Cavalcanti  

## Filmografia

### Cinema
| Ano  | Título                         | Personagem          |
| ---- | ------------------------------ | ------------------- |
| 1973 | Êxtase de Sádicos              | Nádia               |
| 1971 | O Donzelo                      | —                   |
| 1970 | Paraférnalia, o dia da Caça    | Márcia              |
| 1969 | Adultério à Brasileira         | Granfina            |
| 1968 | As Sete Faces de um Cafajeste  | Psicanalista        |
| 1968 | Até Que o Casamento nos Separe | Sandra              |
| 1968 | Desesperato                    | Marisa de Medeiros  |
| 1968 | O Engano                       | Cora                |
| 1968 | Os Viciados                    | Clara               |
| 1967 | Garota de Ipanema              | Mulher do fotógrafo |